# NERVA

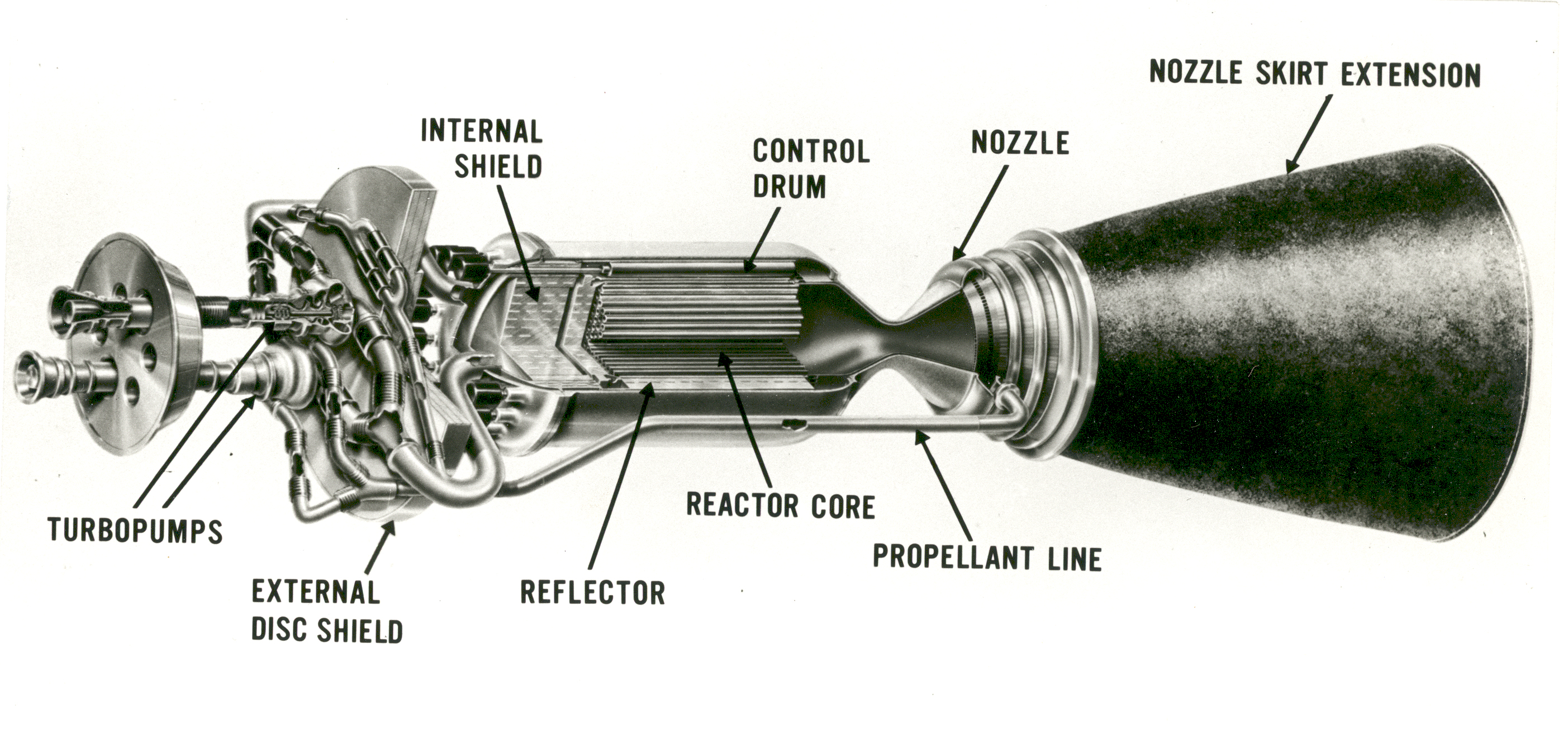
Ontwerp voor NERVA

NERVA (Nuclear Engine for Rocket Vehicle Application) was een nucleaire thermische raketaandrijving die in de jaren 60 door de Verenigde Staten werd ontwikkeld. Het hart van de aandrijving werd gevormd door een kernreactor, waar vloeibare waterstof doorheen werd geleid, die tot 3000 °C werd verhit. Het uitzettende en met kracht uitstromende waterstofgas stuwde de raket voort.

## Doel
Begin jaren 60 was NASA van plan om NERVA als aandrijving te gebruiken voor een RIFT (Reactor-In-Flight-Test), de testlancering zou begin jaren 70 plaats moeten vinden. Indien de test succesvol zou zijn zou de NERVA onderdeel worden van de Saturnus V-raket.
Het NERVA-project werd uitgevoerd door het Marshall Space Flight Center van de NASA.
Het project werd geannuleerd in 1972.